# Sa Majestat el Rei Carles III
Sa Majestat el Rei Carles III (en anglès: His Majesty King Charles III) és un retrat del rei Carles III del Regne Unit, realitzat pel pintor Jonathan Yeo. Va ser pintat entre juny de 2021 i novembre de 2023, un període que abasta l'adhesió de Carles al tron, i va ser el primer retrat oficial del rei des de la seva coronació. Va ser encarregat per la Worshipful Company of Drapers.
Mesura 1,98 metres d'amplada per 2,59 metres d'alçària i està conformat per un vermell viu i mostra a Carles amb l'uniforme dels Guàrdies gal·lesos. A sobre de la seva espatlla dreta hi ha una papallona, que simbolitza la seva adhesió al tron. Katie Razzall, escrivint per a la BBC, la va descriure com «una pintura vibrant». La reina consort Camil·la va dir amb aprovació A Yeo: «Sí, el tens».
Del 16 de maig al 14 de juny de 2024 es va exposar a la Galeria Philip Mold de Londres i, a partir de finals d'agost, al Drapers Hall de la companyia.

## Viralitat
El retrat va rebre moltes reaccions de tot tipus, alguns d'elles en forma de mem d'Internet a les xarxes digitals, com Twitter, pel seu esquema de color vermell, que es va comparar amb «pel·lícules de flames, sang i terror». Això va ser posat en coneixement de Yeo per la seva filla i va expressar afalagament per la reacció.
L'obra es va comparar amb la pintura Cap IV del pintor Francis Bacon realitzada el 1949.

## Vandalisme
El juny de 2024, manifestants del col·lectiu Animal Rising van enganxar-li un cartell a la cara que representava a Wallace, de Wallace i Gromit, amb una llegenda, a la caixa de vidre del retrat, en protesta contra les condicions a les «granges assegurades» acreditades per la Reial Societat per a la Prevenció de la Crueltat contra els Animals (RSPCA), de les quals el rei és mecenes.